# Roger Loysch (cyclisme, 1948)
Pour les articles homonymes, voir Roger Loysch.
Roger Loysch (né le 5 avril 1948 à Helchteren) est un coureur cycliste belge. Professionnel de 1970 à 1975, il est ensuite devenu directeur sportif d'équipes cyclistes. Il exerce cette fonction jusqu'en 2017.

## Palmarès

### Palmarès amateur
- 1970
  -  Champion de Belgique de poursuite par équipes amateurs
  - 7e étape du Tour de Belgique amateurs
  - 8e étape du Tour d'Algérie
  - Coupe Egide Schoeters

### Palmarès professionnel
- 1971
  - Circuit de Neeroeteren
  - 3e du Circuit de Niel
- 1972
  - 3e du Circuit de Flandre orientale
- 1973
  - À travers la Belgique
- 1974
  - 2e de la Flèche hesbignonne
- 1975
  - Grand Prix de Denain
  - 3e du Trèfle à Quatre Feuilles